# Gondenau
Gondenau ist eine ehemalige Schiefer- und Erzgrube im Trarbacher Grubenfeld, ca. 3 km östlich von Traben-Trarbach/Mosel (Hangseite zum Ahringsbachtal).
Die ersten urkundlichen Erwähnungen für den Schiefer- wie auch den Erzabbau in der damaligen Grafschaft Sponheim finden sich erst im späten Mittelalter. 1949 wurde die Grube stillgelegt. Bis 1948 waren an Gangmasse 50.000 Tonnen hereingewonnen worden. Daraus wurden 3.200 Tonnen Blei, 4.200 Tonnen Zink, 12 Tonnen Kupfer und 1 Tonne Silber an Metall gutgemacht (erschmolzen).